# チェビシェフの偏り
チェビシェフの偏りとは、あるNまでの素数には、4k + 3 の形をした素数（非ピタゴラス素数）が 4k + 1 の形をした素数（ピタゴラス素数）より多い現象である。1853年にパフヌティ・チェビシェフによって最初に発見された。

## 詳細
いま π(x; 4, 1) を、x までの 4k + 1 形の素数の個数、 π(x; 4, 3) を、x までの 4k + 3 形の素数の個数とする。そのとき算術級数の素数定理より、
{\displaystyle \pi (x;4,1)\simeq \pi (x;4,3)\simeq {\frac {1}{2}}{\frac {x}{\log x}}}
であるから、素数の半分は 4k + 1 の形であり、残りの半分は 4k + 3 の形である。すると、π(x; 4, 1) > π(x; 4, 3) となる x も π(x; 4, 1) < π(x; 4, 3) となる x もそれぞれ50％ずつ存在するであろうと推測できるが、実際には π(x; 4, 3) > π(x; 4, 1) となる区間が(少なくとも小さな x に対しては)はるかに長く、x が5, 17, 41, 461において π(x; 4, 3) = π(x; 4, 1) となる4個を除いた26833未満の素数 x に対しては π(x; 4, 3) > π(x; 4, 1) が成立し続ける。
いま 0 < a, b < q かつ (a, q) = (b, q) = 1 となる整数に対して、a が平方剰余、b が平方非剰余である場合には、π(x; q, b) > π(x; q, a) となる区間の方がより長いことが一般に言える。これは、強いリーマン仮説が成立する仮定の下では証明される。しかし、「π(x; 4, 3) > π(x; 4, 1) が成り立つ x の稠密度は1である」というKnapowskiとTuránの予想は否定された。一方、それらの対数密度（logarithmic density）は約0.9959である。